# Kmin rzymski

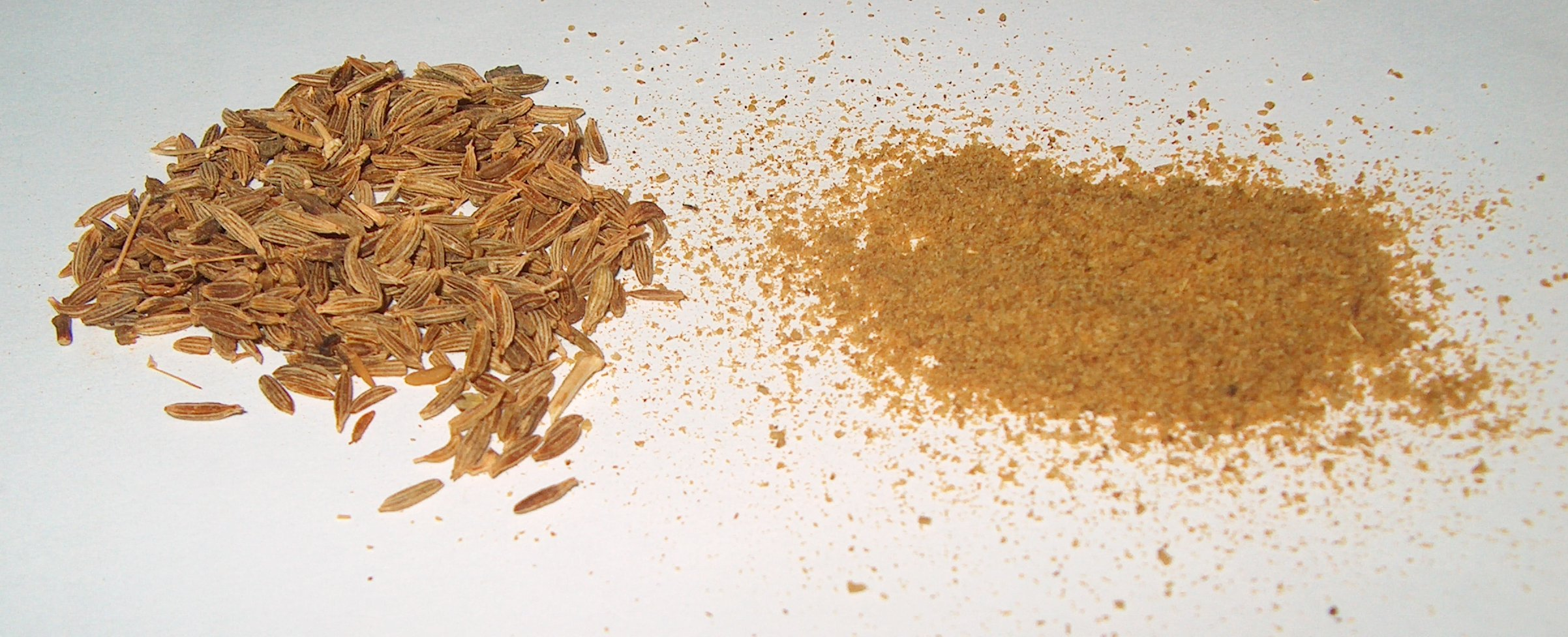
Całe i zmielone nasiona

Kmin rzymski, kmin, kumin, kmin egipski, kmin pluskwi (Cuminum cyminum L.) – gatunek rośliny jednorocznej, należący do rodziny selerowatych. Za jego ojczyznę uznawane są tereny w południowo-zachodniej Azji – Iran i Afganistan, czasem też kraje przyległe lub także Azja Środkowa albo Egipt. Współcześnie rośnie szeroko rozprzestrzeniony jako gatunek uprawiany, a także zdziczały w krajach basenu Morza Śródziemnego, w Azji Środkowej, w Ameryce Północnej (północny Meksyk i Teksas).

## Morfologia
PokrójRoślina o wysokości do 0,5 metra.
LiściePierzaste, złożone z nitkowatych odcinków.
KwiatyZebrane w baldach złożony z pokrywami i pokrywkami. Kwiaty promieniste, 5-krotne, o płatkach białych, czerwonych lub różowych, 1 słupek, 5 pręcików.
OwocPodwójna rozłupnia z trudem rozdzielająca się na 2 rozłupki.

## Zastosowanie
- Roślina uprawna, uprawiana od dawna. Kosz z jej nasionami znajdował się w grobowcu faraona Tutenchamona (zm. 1323 p.n.e.). W krajach starożytnego Wschodu była uprawiana jako roślina lecznicza i przyprawa. Roślina biblijna, wymieniona w kilku miejscach w Biblii, np. Iz 28, 24-25, Mt 23,23. Z Ewangelii św. Mateusza dowiadujemy się, że Żydzi płacili świątyni podatek (dziesięcinę) m.in. kminem[8]. W Polsce rzadko uprawiana, nie jest bowiem odporna na mróz (strefy mrozoodporności 9-12)[9]. Na większą skalę roślina uprawiana jest w Indiach, Azji Mniejszej, Ameryce Północnej, Chile i w Europie Środkowej[7].
- Roślina lecznicza: zawiera do 4% olejku eterycznego i flawonoidy. Owoce i ziele działają m.in. przeciwzapalnie, pobudzają serce i ośrodek oddechowy, pobudzają wydzielanie soków trawiennych, moczopędnie oraz napotnie[potrzebny przypis].
- Sztuka kulinarna: Używany jako aromatyczna przyprawa do serów, likierów i win[7].